# Hans-Walter Herrmann

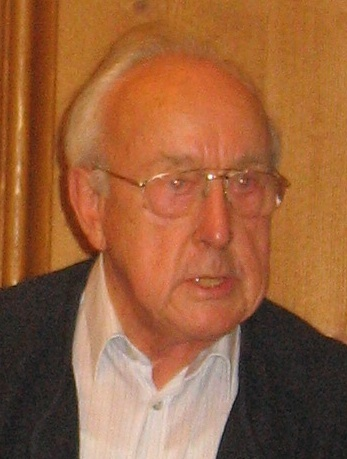
Hans-Walter Herrmann bei einem Vortrag in Tholey am 18. Oktober 2012

Hans-Walter Herrmann (* 8. März 1930 in Dudweiler) ist ein deutscher Historiker und Archivar. Er hat zahlreiche Beiträge zur saarländischen Landesgeschichte verfasst und gilt als herausragender Regional- und Landeshistoriker des Saarlands.

## Leben
Während der ersten Evakuierung  Saarbrückens nach Beginn des Zweiten Weltkriegs besuchte Hans-Walter Herrmann ab 1940 das Realgymnasium Wöhlerschule in Frankfurt am Main, sodann während der folgenden Kriegsjahre die Hindenburgschule in Saarbrücken und zur Zeit der zweiten Evakuierung gegen Ende des Kriegs die  Philipp-Lenard-Schule in Heidelberg. Nach dem Besuch der Oberrealschule für Jungen erlangte er in Saarbrücken sein Abitur. Daran schloss sich von 1950 bis 1956 ein Studium der Geschichte, der Germanistik, der Geographie und der Kunstgeschichte an den Universitäten in Saarbrücken und Bonn sowie der École nationale des chartes (Hochschule für Urkundenforschung) in Paris an. 1956 promovierte er mit einer Arbeit über die Geschichte der Grafschaft Saarwerden. Daran schloss sich von 1957 bis 1960 eine Ausbildung zum höheren Archivdienst an der Bayerischen Archivschule in München an. Im April 1960 legte er das Staatsexamen für Archivassessoren ab und trat im Mai 1960 in den höheren Archivdienst im Saarland ein. Von 1961 bis zur Versetzung in den Ruhestand 1995 leitete Hans-Walter Herrmann das Archiv des Saarlandes in Saarbrücken. Zuletzt hatte er den Dienstgrad eines Ministerialrats.

## Forschung und Lehre
Seit 1968 nahm Hans-Walter Herrmann Lehraufträge zur saarländischen Landesgeschichte, den Historischen Hilfswissenschaften und der Archivkunde an. 1983 erfolgte seine Ernennung zum Honorarprofessor an der Universität des Saarlandes. Seine umfangreichen Veröffentlichungen beziehen sich hauptsächlich auf die Landesgeschichte des Saarlandes, Lothringens und der Pfalz mit Schwerpunkt auf der Territorialgeschichte des Mittelalters und  der Frühen Neuzeit bis zum Ende des Heiligen Römischen Reichs 1806. Die Arbeiten erstrecken sich darüber hinaus aber auch auf Lokal- und Ortsgeschichte, Kultur-, Sozial- und Wirtschaftsgeschichte und zusammenfassende landesgeschichtliche Darstellungen.

## Ehrenämter
Hans-Walter Herrmann bekleidet zahlreiche Ehrenämter bei landesgeschichtlich tätigen Institutionen und Vereinen. So war er von 1960 bis 1999 Geschäftsführer der Kommission für Saarländische Landesgeschichte und Volksforschung, 1984 bis 2005 Vorsitzender des Beirates des Instituts für Landeskunde im Saarland, 1961 bis 1974 Schriftleiter der Zeitschrift für die Geschichte der Saargegend, 1980 bis 1988 Mitglied im saarländischen Landesdenkmalrat und 1988 bis 1995 deutscher Vertreter im Exekutivausschuss des Internationalen Archivrates. Hans-Walter Herrmann engagiert sich in der Evangelischen Kirche im Rheinland und ist Ehrenmitglied des Vereins für Pfälzische Kirchengeschichte.

## Familie
Hans-Walter Herrmann lebt in Riegelsberg. Seine beiden Söhne Hans-Georg und Hans-Christian Herrmann (* 1964) besuchten das Ludwigsgymnasium und bestanden dort jeweils das Abitur der Jahre 1978 bzw. 1984. Hans-Christian Herrmann promovierte 1995 mit einer Arbeit zur Sozialpolitik und der Rolle der Gewerkschaften im Saarland 1945–1955 und tritt mit einer breiten Auswahl von Beiträgen zur Archivwissenschaft und zur Saarbrücker Stadt- und Kulturgeschichte hervor. Seit 2010 leitet Hans-Christian Herrmann das Stadtarchiv Saarbrücken.

## Ehrungen
Hans-Walter Herrmann erhielt unter anderem folgende Ehrungen:
- 1984: Korrespondierendes Mitglied der Académie Nationale de Metz
- 1992: Verleihung des Saarländischen Verdienstordens[3]
- 1993: Verleihung des Offizierskreuzes des Ordre des Arts et des Lettres
- 2003: Saarländischer Denkmalpflegepreis

## Veröffentlichungen (Auswahl)
Eine Liste der Veröffentlichungen bis 1994 findet sich in der Festschrift zum 65. Geburtstag Zwischen Saar und Mosel, S. 497–524. Die nachfolgende Liste ist eine kleine Auswahl:
- Geschichte der Grafschaft Saarwerden bis zum Jahre 1527, Minerva-Verlag, Saarbrücken 1957.
- Geschichtliche Landeskunde des Saarlandes. Band 1. In: Mitteilungen des Historischen Vereins für die Saargegend, Saarbrücken 1960 (Hrsg. mit Kurt Hoppstädter).
- Wilhelm Heinrich von Nassau-Saarbrücken 1718–1768. In: Zeitschrift für die Geschichte der Saargegend, 16. Jahrgang, 1968 (mit Hanns Klein als Hrsg.).
- Geschichte des Saarlandes, Territorien-Ploetz, Sonderausgabe (mit Georg Wilhelm Sante), Ploetz KG, Würzburg 1972, ISBN 3-87640-048-1.
- Geschichtliche Landeskunde des Saarlandes. Band 2: Von der fränkischen Landnahme bis zum Ausbruch der französischen Revolution. In: Mitteilungen des Historischen Vereins für die Saargegend, Saarbrücken 1977 (Hrsg. mit Kurt Hoppstädter und Hanns Klein), ISBN 3-921870-00-3.
- Geschichtliche Landeskunde des Saarlandes. Band 3.2: Die wirtschaftliche und soziale Entwicklung des Saarlandes (1792–1918). In: Mitteilungen des Historischen Vereins für die Saargegend, Saarbrücken 1994 (Hrsg. mit Jürgen Karbach und Paul Thomes), ISBN 3-921870-02-X.
- Die Saarregion im Alten Reich. In: Hans-Christian Herrmann, Johannes Schmitt (Hrsg.): Das Saarland. Geschichte einer Region. Röhrig Universitätsverlag, St. Ingbert 2012, S. 11–59.